# Albanne (rivière)
Pour les articles homonymes, voir Albanne.
Pour la rivière de la Côte-d'Or, voir Albane (rivière).
L'Albanne est une rivière située dans le département français de la Savoie en région Auvergne-Rhône-Alpes, et en ancienne région Rhône-Alpes, et un affluent gauche de la Leysse. La rivière est donc un sous-affluent du Rhône par le lac du Bourget, et le canal de Savières.

## Oronymie
Albanne est un hydronyme issu du mot latin Alba (Blanc) et désignant la couleur de la rivière. Toutefois, le chanoine Adolphe Gros réfute cette possible traduction en indiquant que la couleur des eaux la rivière ne sont pas plus blanches qu'une autre... Cependant, le site de Henry Suter (henrysuter.ch) s'appuie sur les travaux de Xavier Delamare pour indiquer une autre traduction désignant « eau divine », formée par le gaulois albios, et suffixe issu du gaulois -anne, -onne, « cours d´eau, source », ou encore à travers le mot gaulois abona (« rivière ») ou *ab / *ap, de genre animé désignait « les eaux » en tant qu'êtres qui agissent et par la suite, en tant que forces naturelles de caractère religieux,.
On trouve des mentions du cours d'eau dès le XIIIe siècle avec Aqua que vocatur Albana (1232),  ou par la suite avec Juxta aquam Albane ou super ripperia Albane (1418), Albane (1426), puis Arbanne (1555),.

## Géographie
Elle prend sa source du Massif de la Chartreuse à deux kilomètres au nord du Mont Granier (1 933 m) et du col du Granier, et arpente les villes de Saint-Baldoph et Barberaz avant d'entrer dans Chambéry et conflue en rive gauche dans la Leysse sous le quai Raymond Poincaré.
La longueur de son cours est de 13 km et elle traverse le Parc naturel régional de la Chartreuse[réf. nécessaire],.

### Communes et cantons traversés
Dans le seul département de la Savoie, l'Albanne traverse six communes et trois cantons :
- dans le sens amont vers aval : Apremont, Saint-Baldoph, Myans, la Ravoire, Barberaz, Chambéry.

Soit en termes de cantons, l'Albanne prend source dans le canton de Montmélian, traverse le canton de La Ravoire et conflue dans le canton de Chambéry-2, le tout dans l'arrondissement de Chambéry.

### Bassin versant
L'Albanne traverse une seule zone hydrographique « La Leysse » (V131) de 306 km2 de superficie. ce bassin versant est constitué à 55,84 % de « forêts et milieux semi-naturels », à 30,93 % de « territoires agricoles », à 13,17 % de « territoires artificialisés ».

## Affluents
L'Albanne a cinq affluents référencés :
- le torrent des Favières (rd[note 2]), 5,3 km sur la seule commune d'Apremont ;
- la Torne ou ruisseau de la Grenouille (rd), 7,3 km sur les trois communes des Marches, d'Apremont, Saint-Baldoph avec un affluent :
  - le ruisseau des Gargarottes (rg), 1,4 km sur la seule commune d'Apremont ;
- le ruisseau de Revaison (rg), 2,3 km sur les deux communes d'Apremont et Saint-Baldoph ;
- le ruisseau de la Mère ou ruisseau de la Boisserette (rd), 7 km sur les quatre communes de Saint-Jeoire-Prieuré, Curienne, Challes-les-Eaux et La Ravoire ;
- le ruisseau du Bondat (rg), 2,4 km sur les deux communes de la Ravoire et Barberaz.

Donc son rang de Strahler est de trois.

## Hydrologie

### L'Albanne à Chambéry
L'Albanne a un débit moyen de 0,766 m3/s, pour un bassin versant de 46,5 km2. Les observations à la station de Chambéry au Pont Chevalier se poursuivent depuis 1986 soit plus de vingt-sept ans.
Par contre le débit moyen mensuel inter-annuel (avril) est de 1,21 m3/s et son régime hydrologique est dit régime pluvial.
Pour les six communes traversées par le cours principal, l'Albanne couvre 59 km2 pour 73 562 habitants, avec une densité de 1 243 hab/km2 à 310 m d'altitude moyenne.

### Étiage
Concernant les basses eaux ou étiage, le VCN3 2 - pour une fréquence biennale - est de 0,036 m3/s et le QMNA 15 est de 0,047 m3/s - pour une fréquence quinquennale sèche -.

### Crues
Concernant les crues, le QJX 2 est de 8,8 m3/s et le QIX 2 est de 15 m3/s alors que le QJ 20 est de 16 m3/s et le QIX 20 est de 28 m3/s.
Le débit instantané maximal observé a été de 24,9 m3/s le 29 janvier 1988 , la hauteur maximale instantanée de 270 cm - ou 2,70 m - le 22 décembre 1991  le même jour où le débit journalier maximal fut de 24,40 m3/s.

## Écologie
L'Albanne a une ZNIEFF de type 1 depuis 2007 pour quatre hectares de superficie sur les deux communes de Ravoire et Saint-Baldoph, référencée numéro 820031460 et dite Ruisseau de l'Albanne. La zone est favorable au cuivré des marais, papillon, lié à l'oseille.

## Pêche
L'Albanne et ses affluents sont des cours d'eau de première catégorie qui dépendent de AAPPMA les Pêcheurs chambériens.

## Galerie

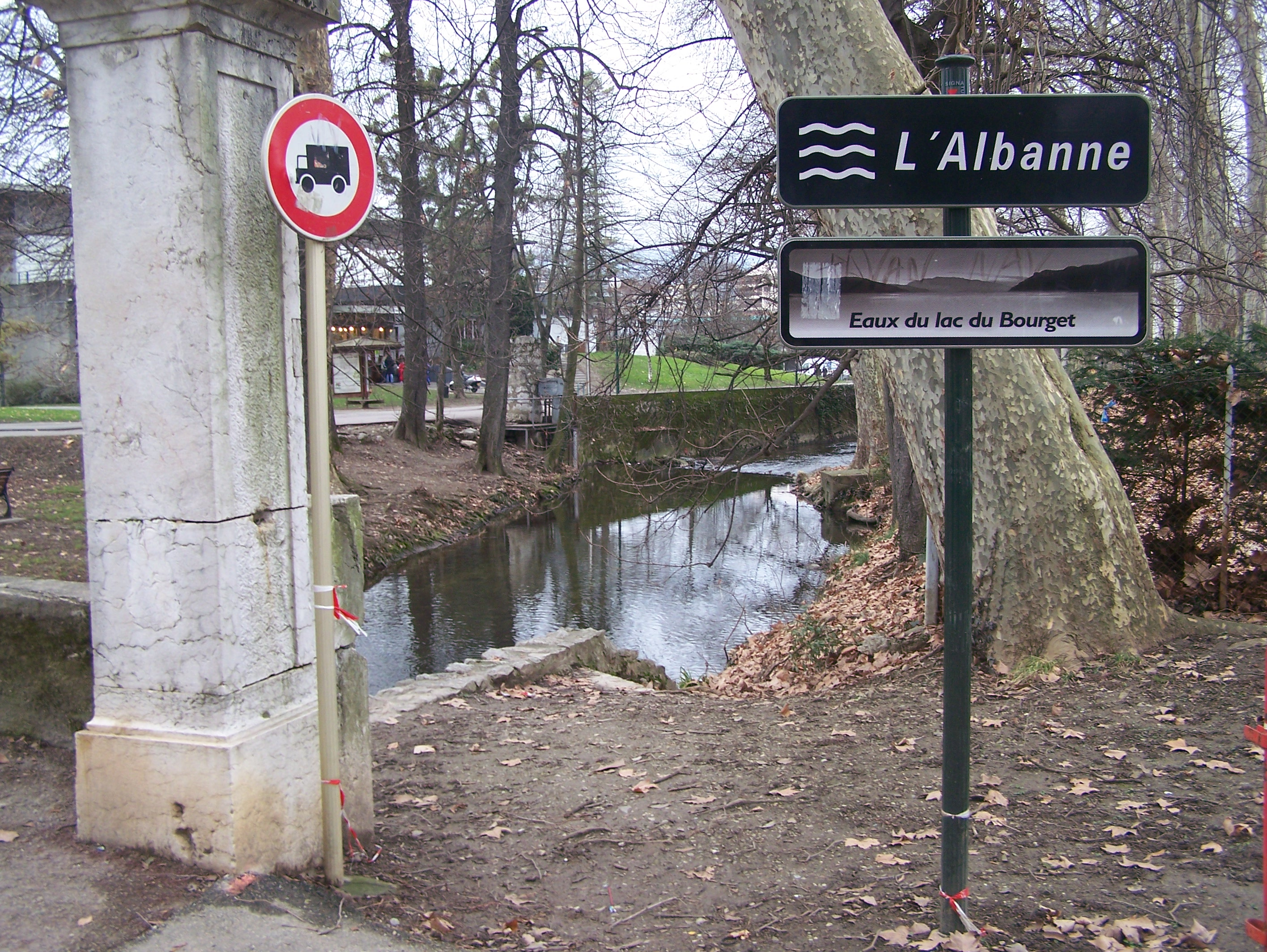
L'Albanne dans le parc de Buisson Rond, Chambéry.
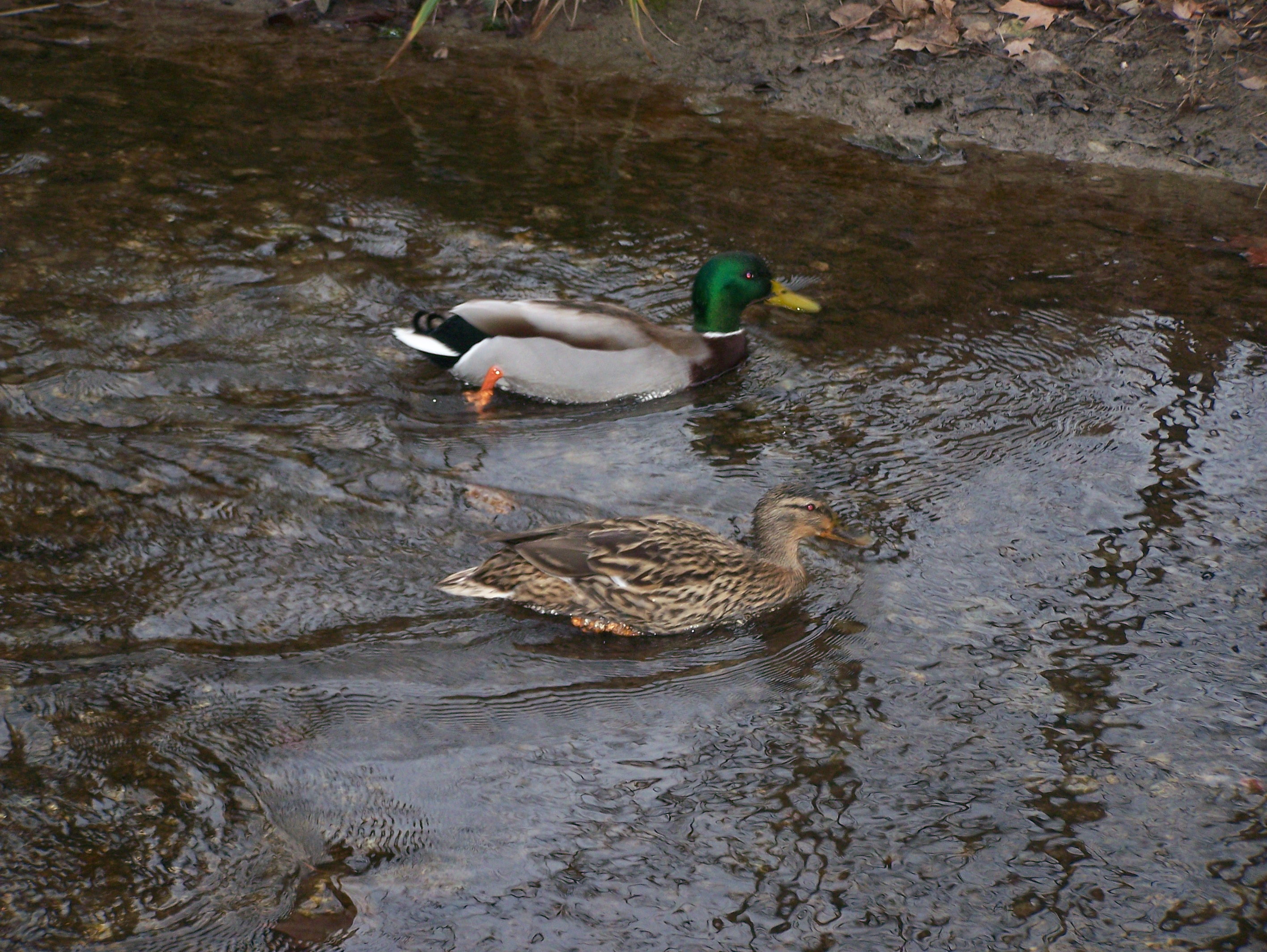
Canards en promenade sur l'Albanne.
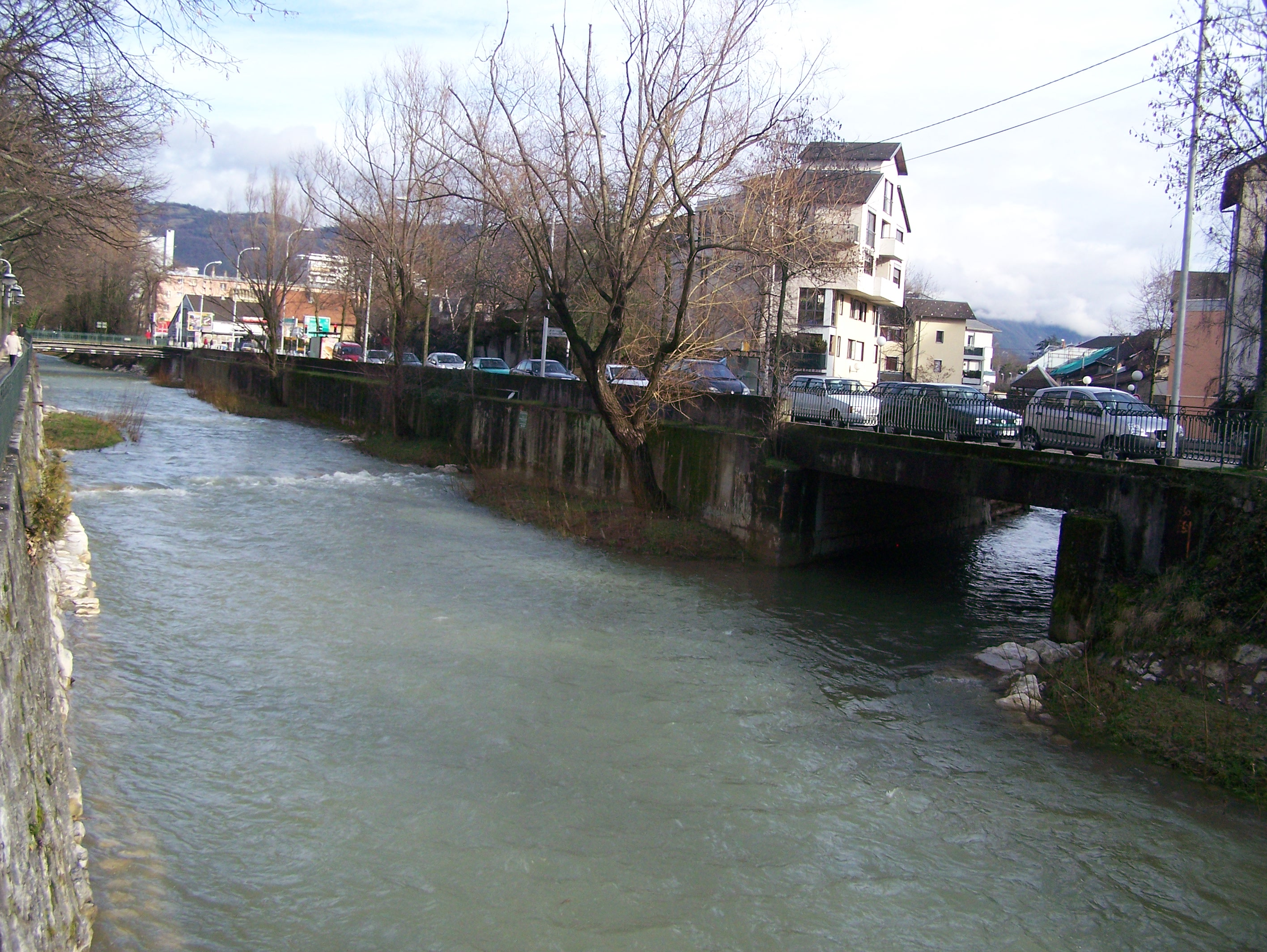
L'Albanne (à droite), se jette dans la Leysse.